# Janina Stripeikienė
Janina Stripeikienė (* 1955 in der Rajongemeinde Kelmė) ist eine litauische Richterin.

## Leben
Nach dem Abitur an der Mittelschule absolvierte Janina Stripeikienė von 1973 bis 1978 das Diplomstudium des Rechts an der Vilniaus universitetas in Vilnius und wurde Diplom-Juristin.
Von 1978 bis 1980 arbeitete sie als Beraterin bei Kauno miesto apylinkės teismas (KMT). Von 1980 bis 1990 war sie Richterin bei KMT, von 1990 bis 1994 bei LAT, von 1995 bis 1999 bei Lietuvos apeliacinis teismas, ab 1999 bei LAT, ab 2007 als Leiterin der Abteilung der Zivilsachen. Seit 2017 ist sie Richterin bei Konstitucinis Teismas, dem Verfassungsgericht.
Ab 2000 lehrte sie als Lektorin am Mykolo Romerio universitetas.
Sie ist geschieden und hat den Sohn Vytautas (* 1995).